# Christoph Stummel

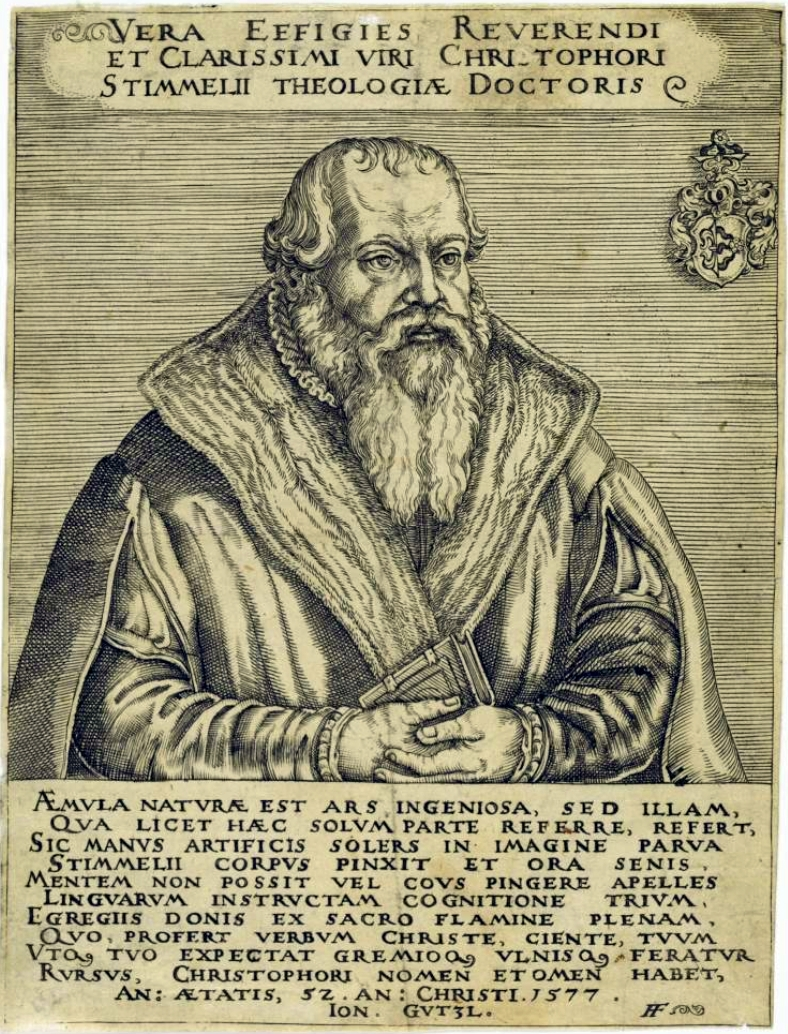
Christoph Stummel

Christoph Stummel (Frankfurt (Oder), 1525 - Stettin, 1588) was een Duitse lutherse theoloog en schrijver van Neolatijnse poëzie. Hij staat ook wel bekend onder de humanistennaam (verlatijnste eigennaam) Christopherus Stymmelius, Stumelius of Stummelius. Zijn bekendste werk, een Neolatijnse komedie over losbandige studenten, werd in de 17e eeuw "verhollandst" en geïntroduceerd in de Noordelijke Nederlanden.

## Leven
Christoph Stummel was de tweede zoon van een welgestelde ondernemer die ook politiek actief was. In het collegejaar 1537-1538 ging hij studeren aan de universiteit van zijn geboortestad Frankfurt (Oder). In 1546 verkreeg Stummel hier de titel van magister. Van 1551 tot ongeveer 1553 studeerde hij verder aan de universiteit van 'Lutherstadt' Wittenberg waar de bekende lutherse denker Melanchthon doceerde. In 1555 werd Stummel doctor in de theologie. Hij was docent en voorganger in verschillende plaatsen in Duitsland.

## Werken
De Latijnse komedie Studentes. Comoedia de vita studiosorum (geschreven in 1545, gedrukt in Frankfurt aan de Oder in 1548) is zijn bekendste en meest invloedrijke stuk. Het is een heel vrije bewerking van een andere Latijnse komedie, de Acolastus van Willem de Volder uit 1529: 'Dit stuk ... heeft ter parodiëring model gestaan voor een van de beroemdste studentenkomedies van het Duitse humanistische toneel, nl. de Studentes (1545) van Christophorus Stymmelius uit Frankfurt/Oder. Deze parodie is op zijn beurt nog een paar keer in een verhollandste aanpassing verschenen in het midden van de 17e eeuw als het werk van ene 'Ignotus Peerdeklontius' '. In het onderhoudende Latijnse drama geeft Stummel een beeld van de losbandige levensstijl van de toenmalige studenten. Thema's die hij in het toneelstuk aansnijdt, zijn de rolverdeling tussen man en vrouw, en de relatie tussen de gewone burgers en de universitaire wereld waar een heel andere manier van leven de norm was. Deze moeizame relatie wordt op het toneel inzichtelijk gemaakt door vechtpartijen met arbeiders, stadswachten en burgers.
Stummels Latijnse komedie over het leven en de mores van studenten werd in de 17e eeuw opnieuw uitgebracht in Nederland, waarschijnlijk in Amsterdam. Het toneelstuk werd op naam gezet van een 'onbekende paardenkeutel' (Autore Ignoto Peerdeklontio). De anonieme plagiaatpleger verving de laatste scène (V. 5) door een absurd loflied op het studentenleven, waarin alle vooroordelen aan de orde komen die ook nu nog de ronde doen over studenten. Het is een aaneenschakeling van choquerende anekdotes over een leeg en doelloos bestaan dat natuurlijk wel tot de verbeelding sprak. In de 18e eeuw werd het stuk nog eens uitgegeven in Nederland.
Naast een aantal gedichten, speeches en preken schreef Stummel het Iudicium Paridis (een gedicht dat gemodelleerd werd naar Lucianus' Godengesprekken, gedrukt in 1549) en de 'comoedia sacra' (een komedie die een Bijbelverhaal dramatiseert) Isaac. De immolatione Isaac ('Isaak. Over het offeren van Isaak', 1576/7).